# Sobrance
Sobrance (în maghiară Szobránc) este un oraș din Slovacia cu 6.205 locuitori.

## Demografie
| An:                | 1994 | 2004   | 2014   | 2024   |
| ------------------ | ---- | ------ | ------ | ------ |
| Număr de persoane: | 6188 | 6296   | 5981   | 5789   |
| Diferență:         |      | +1,74% | −5,00% | −3,21% |

| An:                | 2023 | 2024   |
| ------------------ | ---- | ------ |
| Număr de persoane: | 5827 | 5789   |
| Diferență:         |      | −0,65% |